# José Ricardo da Silva
José Ricardo da Silva, detto China (Fortaleza, 11 settembre 1939 – Rapallo, fine anni 1990), è stato un calciatore brasiliano, attivo come centravanti in Brasile e Italia negli anni cinquanta e sessanta.

## Carriera

### Giocatore
Proveniente dal Botafogo, con cui aveva conquistato due titoli di Campione Carioca e un Torneo di Rio-San Paolo, e membro della nazionale olimpica che aveva disputato i Giochi Olimpici di Roma, nell'estate 1962 venne ingaggiato dalla Sampdoria.
Con la formazione genovese Da Silva (detto China o Cina per la carnagione olivastra e i tratti somatici orientali) esordisce in Serie A il 16 settembre 1962 in occasione del pareggio esterno contro l'Atalanta, e nel campionato 1962-1963 in coppia con l'esperto Brighenti si rivela una punta molto prolifica con 13 reti in 28 incontri disputati.
Nella stagione successiva le reti realizzate scendono a 9, incluse le due realizzate in occasione del Derby della Lanterna del 17 febbraio 1963, e con le 14 realizzate dall'altro attaccante doriano Paolo Barison determinano la salvezza dei liguri seppur ottenuta lo spareggio di San Siro contro il Modena. Nella stagione 1964-1965, in un attacco di impronta sudamericana sulla carta molto promettente (composto, oltre che da Da Silva e da Barison, anche da Lojacono e Sormani), è nuovamente il capocannoniere blucerchiato, seppur con 7 sole reti all'attivo, di cui nuovamente una in un derby, fatto che rende Da Silva il miglior marcatore straniero della Sampdoria nei derby (escludendo Éder, nato anch'egli in Brasile ma naturalizzato italiano), e il secondo marcatore straniero in assoluto nelle stracittadine genovesi alle spalle del genoano Diego Milito.
A fine stagione viene ceduto alla Roma, dove tuttavia non riesce a riproporsi ai livelli precedenti scendendo in campo in soli 12 incontri di campionato realizzando 3 reti. Passa quindi al L.R. Vicenza non brillando neppure in Veneto (4 reti in 16 presenze nella Serie A 1966-1967). L'annata successiva disputa gli ultimi suoi due incontri in Serie A con la maglia del Mantova, quindi fa ritorno in Brasile indossando la maglia del Bangu, per poi tornare in Europa per militare nel campionato svizzero.
Nel campionato italiano ha totalizzato complessivamente 105 presenze e 36 reti.

### Dopo il ritiro
Cessata l'attività agonistica si è stabilito a Rapallo, dove è scomparso a fine anni novanta
Suo figlio, Alessandro Davide da Silva, nato a Genova nel 1970, ha giocato come difensore nelle file di Entella e Rapallo, in Interregionale, fra gli anni ottanta e anni novanta.

## Palmarès

### Club
- Campionato Carioca: 2

Botafogo: 1961, 1962
- Torneo Rio-San Paolo: 1

Botafogo: 1962